# Ginneta
I Ginneti (in greco antico: γυμνίται?, gymnìtai, al singolare γυμνίτης) erano i soldati dell'antica Grecia con armamento protettivo leggero.

## Descrizione
I ginneti, come i peltasti e i toxotes, facevano parte della fanteria leggera degli eserciti greci. L'armamento era composto da uno scudo leggero e da un arco, una fionda o un giavellotto.
A Sparta tale compito era destinato agli iloti i quali, prima che le falangi greche venissero a contatto, avevano il compito di scagliare i giavellotti nelle formazioni nemiche, ritirandosi subito dopo dietro la falange.
Nel corso del tempo, i ginneti, i peltasti e i toxotes acquisirono sempre maggiore importanza, per la varietà di compiti che a questi battaglioni potevano essere affidati.
Per questo venivano assoldati in guerra un gran numero di mercenari specializzati e inquadrati a seconda delle loro capacità.